# 체스터 바너드
체스터 어빙 바너드(Chester Irving Barnard, 1886년 11월 7일 ~ 1961년 6월 7일)는 미국의 고위급 경영인이자 행정학자이며 경영 이론과 조직이론 분야에서 선구자적인 이론을 수립한 인물이다. 그는 기념비적 저술 '경영자의 역할'(The Functions of the Executive)에서 조직이 무엇인지, 그리고 그 조직에서 경영자가 수행해야 할 역할이 무엇인지를 이론화하여 수록했다. 이후 이 책은 미국 대학 내 경영 이론, 산업사회학 교재로 폭넓게 채택되었다.

## 생애
바너드는 1886년 미국 메사추세츠 주 몰든에서 태어났다. 바너드의 어머니는 그가 5세 때 세상을 떠났으며, 아버지가 홀로 바너드를 키웠다. 그의 아버지는 기술자였는데 바너드에게 배움의 중요성을 강조했으며 철학적 논쟁이 뭔지를 가르쳤다. 중등학교를 졸업한 뒤 바너드는 마운트 허먼 학교를 다니면서 피아노 조율사 기술을 배워 학비를 벌었고, 하버드 대학교에 입학할 수 있게 된다. 그는 대학에서 경제학을 전공하면서도 피아노 판매와 댄스밴드 운영으로 돈을 벌었다. 바너드는 대학교 4년 과정을 3년만에 마쳤고 과학 과정 하나를 수료하지 못한 탓에 하버드 BA를 따지 못했다. 그러나 이후 여러 대학교는 그에게 명예박사 학위를 수여했다.
바너드는 1909년 미합중국 전화기·전보 회사(지금의 AT&T)에 입사했고 1927년 뉴저지 벨 전화회사 사장이 되었다. 대공황 시기 뉴저지주 구호 시스템을 지휘했다. 1939년 미국 예술 과학 아카데미의 회원(펠로우)으로 뽑혔으며 1942년~45년 미군 위문 협회의 회장을 역임했다. 경영 일선에서 물러난 뒤 바너드는 1948년부터 52년까지 록펠러 재단의 회장을, 1952년부터 54년까지 미 국립과학재단의 의장을 역임했다. 1950년대 그는 미 일반체계 연구협회의 초창기 멤버 중 하나였다.
바너드는 탤컷 파슨스(1902~1979)의 열렬한 추종자였고 두 사람은 생애에 걸쳐 학문적 교류를 이어갔다. 두 사람은 어떤 주제가 공통의 관심사일 경우 이에 대한 논의나 견해를 원고나 장문의 편지 형태로 주고받았다. 바너드와 파슨스는 1930년대 후반 첫 서신을 교환했으며 이들의 관계는 1961년 바너드가 죽을 때까지 이어졌다.

## 저작
바너드는 조직을 인간 활동의 협력체제로 보았으며 조직은 일반적으로 오래 살지 못한다고 했다. 100년 이상 이어지는 기업은 드물며, 마찬가지로 대부분의 나라는 100년 이상 지속되기 힘들다. 오랫동안 이어져 왔다고 인정할 수 있는 유일한 조직은 로마 가톨릭교회이다.
바너드는 조직이 오래 살지 못하는 이유는 생존하기 위한 두 가지 조건인 효과성과 능률성을 충족하지 못하기 때문이라고 주장했다. 여기서 '효과성'은 일반적인 의미처럼 '주어진 목표를 달성하는 정도'이다. 그러나 바너드의 '능률성'은 전통적으로 써 오던 의미와는 크게 다르다. 그는 조직의 능률성을 '조직 구성원에게 동기를 부여하는 정도'로 정의했다. 만약 어떤 조직이 명시적인 목표를 달성하면서 구성원에게 동기부여를 할 수 있다면 구성원간의 협력행위는 지속될 것이다.

### 경영자의 역할
바너드가 1938년 펴낸 고전적 저술 '경영자의 역할'(The Functions of the Executive)은 제목이 보여주듯이 경영인이 맡아야 할 역할을 기술한 책이다. 여기서의 '역할'은 직관에 의존한 관점을 나열한 것이 아니라 그가 주장한 협력체계 개념으로부터 유도해낸 것이다.
바너드는 경영자의 역할을 다음과 같이 세 개로 요약했다.
- 조직의 목적과 목표를 공식화하는 것.
- 다른 조직원들로부터 중요한 서비스를 확실히 받도록 하는 것.
- 의사소통 체계를 만들고 유지하는 것.

바너드는 다시 의사소통 체계가 갖춰야 할 미덕을 아래의 일곱 가지 법칙으로 정리했다.
- 의사소통 통로는 명확해야 한다.
- 모든 사람은 의사소통 통로를 알아야 한다.
- 모든 사람은 공식적 의사소통 통로에 접근할 수 있어야 한다.
- 의사소통 통로는 가능한 한 짧고 직접 연결되어야 한다.
- 의사소통의 중간지점에 있는 사람들은 충분한 능력을 지니고 있어야 한다.
- 조직 기능이 수행되는 동안 의사소통의 선이 끊어져서는 안된다.
- 모든 의사소통은 '인증'되어야 한다
- 그는 사람이다.

### 권위와 인센티브
그는 '권위'와 '인센티브'에 대한 독특한 이론을 수립했다. 권위에 관하여 바너드는 의사소통을 권위있게 만드는 힘은 상사보다는 부하로부터 나온다고 주장했다. 이는 메리 파커 폴렛의 철학과 비슷하며 당시 조직 구성원을 바라보는 보편점 관점에 비할 때 파격적인 것이었다. 바너드는 '중간 관리자는 부하를 존중하고 격려함으로써 권위를 인정받게 된다.'라고 주장하였다.
인센티브에 있어서, 바너드는 부하들을 협력하게 만드는 두 가지 방법을 제시했다. 첫째는 눈에 보이는 유인책(인센티브)이며 둘째는 설득이다. 바너드는 경제적 유인책보다는 설득을 훨씬 더 중요하게 생각했다. 그는 일반적 유인책과 특정인을 위한 유인책을 각각 네 개씩 제시했다.
일반적 유인책은 다음과 같다.
1. (동료들과의 친화에 기반한) 구성원 상호간 이끌림
2. 작업조건을 습관적 방법과 태도에 맞추는 것
3. 일의 진행과정에 보다 폭넓게 참여한다는 느낌을 갖도록 함
4. 타인과 의사소통 할 조건 마련(사교 관계를 통한 개인적 만족, 동료애를 다질 기회 등)

특정인을 위한 유인책은 다음과 같다.
1. 현금 및 기타 물질적 보상
2. 명성을 얻을 수 있는 비물질적, 개인적 기회
3. 쾌적한 물리적 업무환경
4. 작업솜씨에 대한 자긍심과 같은, '바람직한 축복'

## 저서 및 관련 저술
- 1938. 경영자의 역할 (The Functions of the Executive)
- 1939. 민주적 절차에서의 리더십 딜레마 (Dilemmas of Leadership in the Democratic Process)
- 1946. 원자력의 국제적 통제에 관한 보고서 (A Report on the International Control of Atomic Energy)
- 1948. 조직과 경영 (Organization and Management)
- 1956. 조직과 경영: 논문 발췌 (Organization and Management: Selected Papers)
- 1956. 교양교육 과정에서의 법학교육에 관하여 (On the Teaching of Law in the Liberal Arts Curriculum): 해럴드 조세프 버먼 공저. 하버드 법대
- 1958. 비즈니스 도덕의 기본적 조건 (Elementary Conditions of Business Morals)
- 1973. 체스터 I. 바너드와의 대화집 (Conversations With Chester I. Barnard): 윌리엄 B. 볼프 편저.
- 1986. 경영인에게 필요한 철학: 체스터 바너드의 논문 중 선정 (Philosophy for Managers; Selected Papers of Chester I. Barnard): 윌리엄 B. 볼프, 이이노 하루키 편저.

## 관련 문헌
- Anicich, Adam. (2009) “경영 이론가: 체스터 바너드의 경영 이론 ("Management Theorist: Chester Barnard's Theories of Management")” (PDF). 2010년 6월 15일에 원본 문서 (PDF)에서 보존된 문서. 2015년 1월 27일에 확인함., Doctoral Research Papers, University of Maryland University College, DMGT 800, (2): 1-15.
- Gehani, R. Ray (2002) 체스터 바너드의 '경영인'과 지식기반 기업 ("Chester Barnard's “executive” and the knowledge-based firm"), Management Decision 40(10): 980 - 991.
- (영어) Mahoney, Joseph T. (2002) 현대 경영교육과 체스터 바너드의 가르침 사이 관련성 ("The relevance of Chester I. Barnard's teaching to contemporary management education: communicating the aesthetics of management")[깨진 링크(과거 내용 찾기)] Int. J. of org. Theory & behav. 5 (1&2): 159-72.
- Mathews, Gary S. (1981) 협조적 조직행동에 대한 검토 및 공식조직 내 경영자의 역할: 체스터 바너드의 이론과 그것이 교육행정에 끼친 영향 ("An Examination of Cooperative Organizational Behavior and the Functions of Executives in Formal Organizations: The Theory of Chester Irving Barnard and Its Implications for Educational Administration). 논문.
- Marshall, Gordon (1998) 사회학 사전 속의 체스터 바너드 ("Chester I. Barnard" in A Dictionary of Sociology)
- Scott, William G. (1992) 체스터 바너드와 경영국가의 수호자들 (Chester I. Barnard and the guardians of the management state)
- Wolf, William B. (1974) 더 베이직 바너드: 체스터 바너드와 그의 조직 및 경영에 관한 이론 소개 (The basic Barnard: an introduction to Chester i. Barnard and his theories of organization and management)